# Ceto
Ceto este fiica Gaiei și a lui Pontus. Este sora lui Phorcys, care îi era și soț, Thaumas și Eurybia. Ea este personificarea pericolelor și ororilor mării. Numele ei a devenit ulterior nume generic pentru orice monstru de mare. Ceto este recunoscută ca mamă a Gorgonelor, Graeaelor și multor altor monștri.